# Halldis Moren Vesaas-priset
Halldis Moren Vesaas-priset (norska, Halldis Moren Vesaas-prisen) är ett norskt litteraturpris som utdelas årligen till en lyriker och/eller översättare som genom flera verk har utmärkt sig med en egen stämma inom norsk poesi. 
Priset instiftades av Norlis bokhandel 1995. 

## Pristagare

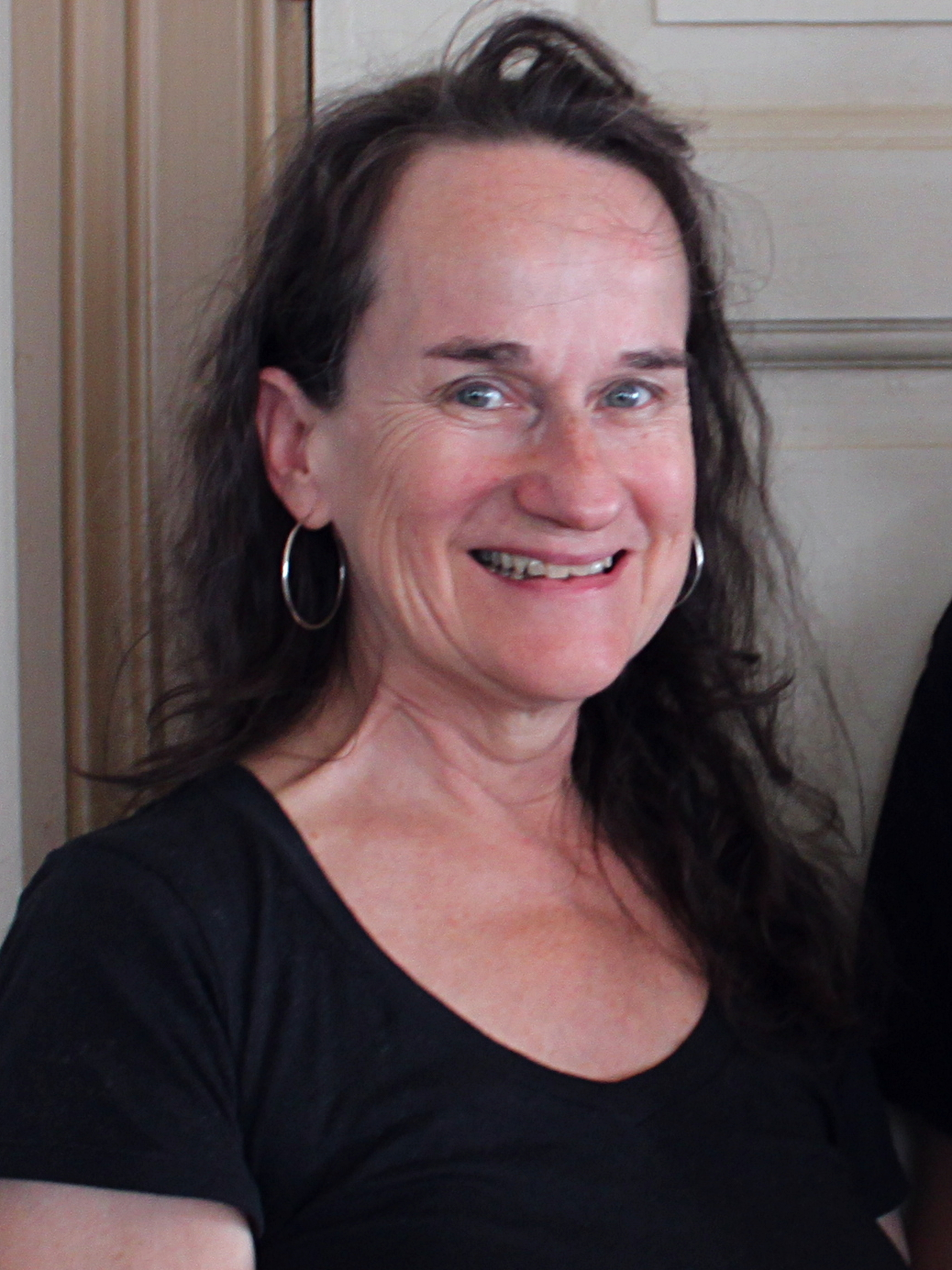
Torild Wardenær blev tilldelad priset 1998.
Foto: Grethe Tvede (Aust-Agder bibliotek og kulturformidling, 2014)

- 1995 – Arvid Torgeir Lie
- 1996 – Rune Christiansen
- 1997 – Bjørn Aamodt
- 1998 – Torild Wardenær
- 1999 – Georg Johannesen
- 2000 – Øyvind Berg
- 2001 – Haakon Dahlen
- 2002 – Torgeir Schjerven
- 2003 – Espen Stueland
- 2004 – Morten Øen
- 2007 – Eldrid Lunden